# تاكيشي أيساكا
تاكيشي أيساكا (باليابانية: 井関 武志) (16 يونيو 1985 في ياماغاتا في اليابان – )؛ هو لاعب كرة قدم سابق كان يلعب كلاعب وسط.